# Stand Up (album de Dave Matthews Band)
Pour les articles homonymes, voir Stand Up.
Albums de Dave Matthews Band
The Gorge
(2004) Weekend on the Rocks
(2005)
Stand Up est un album studio du Dave Matthews Band, publié le 10 mai 2005.

## Liste des titres
Tous les titres sont signés Dave Matthews et Mark Batson.
1. Dreamgirl – 4:01
2. Old Dirt Hill (Bring That Beat Back) – 5:00
3. Stand Up (For It) – 4:13
4. American Baby Intro – 2:03
5. American Baby – 4:35
6. Smooth Rider – 2:17
7. Everybody Wake Up (Our Finest Hour Arrives) – 4:17
8. Out of My Hands – 3:41
9. Hello Again – 3:56
10. Louisiana Bayou – 5:37
11. Stolen Away on 55th & 3rd – 4:18
12. You Might Die Trying – 4:44
13. Steady As We Go – 3:24
14. Hunger for the Great Light – 4:22

Deux titres issus des sessions d'enregistrement sont présentés sur un second disque. Il s'agit de Joy Ride et Trouble With You.

## Certifications
| Pays              | Certification | Unités certifiées |
| ----------------- | ------------- | ----------------- |
| États-Unis (RIAA) | Platine       | 1 000 000         |